# Uzbekistan FU01 och FU02
Uzbekistan FU01 var namnet på det svenska flygtransportförband som baserades i Thermez, Uzbekistan under år 2004. Från början var det meningen att förbandet skulle basera i Kabul då man under våren 2004 fick en förfrågan från Nato om att bidra med flygtransportkapacitet till Isaf i Afghanistan. Men de visade det sig att det då inte fanns plats för det svenska flygplanet i Kabul och förbandet återgick till beredskap. Under sommaren kom de dock fram ett baseringsalternativ. Förbandet skulle istället basera i Termez, Uzbekistan, tillsammans med en enhet från Tyskland. FU01 hade rekryterats ur beredskapsförbandet SWAFRAP C-130 och bestod av 27 personer däribland 71. Transportflygdivisionen. Förbandets camp döptes till Camp IKEA.

## Uzbekistan FU02
Uzbekistan FU02 var namnet på den fortsatta insatsen efter FU01. Återigen baserades förbandet i Termez, från var de var aktiva mellan augusti och oktober 2005. Förbandet bestod denna gång av 32 personer.

## Förbandschefer
- FU01: Övlt Bertil "Berra" Höglund
- FU02: Övlt P-O Andersson